# Castillo de El Cotillo
El castillo de El Cotillo, torre de Nuestra Señora del Pilar y San Miguel o torre del Tostón, se encuentra en la localidad de El Cotillo, en el municipio de La Oliva en la isla de Fuerteventura, (provincia de Las Palmas, Canarias, España).

## Descripción
Es una torre de planta circular y dos alturas construida alrededor de 1700, obra del ingeniero Claudio de l'Isle. La torre defendía con tres cañones de hierro la costa y las naves fondeadas en el puerto del Cotillo de los piratas bereberes, ingleses y franceses.
Hay cierto número de torreones en diversos parajes de la geografía del archipiélago, siguiendo una cierta línea de construcción de iguales características. El Castillo de El Cotillo se considera «gemelo» del Castillo de San Andrés en Tenerife; los de Gando y San Pedro, en Gran Canaria; el de Caleta de Fuste, en Fuerteventura; y la Torre del Águila, en Lanzarote.
Es Bien de Interés Cultural desde 1949.